# العلاقات الوسط إفريقية الفانواتية
العلاقات الوسط أفريقية الفانواتية هي العلاقات الثنائية التي تجمع بين جمهورية أفريقيا الوسطى وفانواتو.

## مقارنة بين البلدين
هذه مقارنة عامة ومرجعية للدولتين:
| وجه المقارنة                                              | جمهورية أفريقيا الوسطى      | فانواتو                                  |
| --------------------------------------------------------- | --------------------------- | ---------------------------------------- |
| المساحة (كم2)                                             | 622.98 ألف                  | 12.19 ألف                                |
| عدد السكان (نسمة)                                         | 4.66 مليون                  | 276.24 ألف                               |
| الكثافة السكانية (ن./كم²)                                 | 7.48                        | 22.66                                    |
| العاصمة                                                   | بانغي                       | بورت فيلا                                |
| اللغة الرسمية                                             | لغة فرنسية، اللغة السانغوية | اللغة البسلاما، لغة فرنسية، لغة إنجليزية |
| العملة                                                    | فرنك وسط أفريقي             | فاتو فانواتي                             |
| الناتج المحلي الإجمالي (بليون دولار)                      | 1.95 مليار                  | 862.88 مليون                             |
| الناتج المحلي الإجمالي (تعادل القوة الشرائية) بليون دولار | 3.03 مليار                  | 790.76 مليون                             |
| الناتج المحلي الإجمالي الاسمي للفرد دولار أمريكي          | 323                         | 2.81 ألف                                 |
| الناتج المحلي الإجمالي للفرد دولار أمريكي                 | 594                         | 3.03 ألف                                 |
| مؤشر التنمية البشرية                                      | 0.350                       | 0.594                                    |
| رمز المكالمات الدولي                                      | +236                        | +678                                     |
| رمز الإنترنت                                              | .cf                         | .vu                                      |
| المنطقة الزمنية                                           | ت ع م+01:00                 | ت ع م+11:00                              |

## منظمات دولية مشتركة
يشترك البلدان في عضوية مجموعة من المنظمات الدولية، منها:
| علم المنظمة | اسم المنظمة                                 | تاريخ انضمام جمهورية أفريقيا الوسطى | تاريخ انضمام فانواتو |
| ----------- | ------------------------------------------- | ----------------------------------- | -------------------- |
|             | يونسكو                                      | 11 نوفمبر 1960                      | 10 فبراير 1994       |
|             | مؤسسة التمويل الدولية                       | 1 أبريل 1991                        | 28 سبتمبر 1981       |
|             | منظمة حظر الأسلحة الكيميائية                | ?                                   | ?                    |
|             | مؤسسة التنمية الدولية                       | 27 أغسطس 1963                       | 28 سبتمبر 1981       |
|             | منظمة التجارة العالمية                      | ?                                   | ?                    |
|             | وكالة ضمان الاستثمار متعدد الأطراف          | 8 سبتمبر 2000                       | 27 يوليو 1988        |
|             | الاتحاد البريدي العالمي                     | ?                                   | ?                    |
|             | الاتحاد الدولي للاتصالات                    | 2 ديسمبر 1960                       | 30 مارس 1988         |
|             | الأمم المتحدة                               | 20 سبتمبر 1960                      | 15 سبتمبر 1981       |
|             | البنك الدولي للإنشاء والتعمير               | 10 يوليو 1963                       | 28 سبتمبر 1981       |
|             | مجموعة دول أفريقيا والكاريبي والمحيط الهادئ | ?                                   | ?                    |